# Koch Sándor Ásványgyűjtemény
A Koch Sándor Ásványgyűjtemény a Szegedi Tudományegyetemen található kiemelkedő értékű közgyűjtemény.

## A gyűjtemény története
Az Egyetem a kolozsvári Ferenc József Tudományegyetem jogutódjaként a trianoni döntést követően, 1921-ben költözött Szegedre. A Geológiai és Ásványtani Intézet első érdemi vezetője Szentpétery Zsigmond volt. Szentpétery nevéhez fűződik az intézet első ásvány-kőzettani gyűjteményének létrehozása, ez főként a Magyar Nemzeti Múzeum Ásványtárának, a Budapesti Műegyetem, és a Tudományegyetem Ásványtani Tanszékének ajándékaiból állt.
Az 1940/41-es évben Szentpétery professzor a kolozsvári egyetemre távozott, Szegeden pedig a régi intézet nyomdokán két új tanszék született, a Geológiai és Őslénytani, valamint az Ásványtani és Kőzettani Intézet. Ez utóbbinak Koch Sándor kerül az élére, aki előtte tizenöt éven át a Magyar Természettudományi Múzeum, fénykorában világhírű Ásványtárában dolgozott. (E kollekció, Semsey Andor és Krenner József negyven évig tartó együttműködésének gyümölcse. A Kárpát-medence ásványainak legteljesebb gyűjteménye azonban javarészt elpusztult az 1956-os forradalom idején.)
Koch Sándor professzor a gyűjteményanyaggal nagyon gyengén ellátott Intézetben kiállította saját gyűjteményét, – ásványgyűjtemények esetében merőben szokatlan – genetikai osztályozási szempontok alapján. Három szekrényben kaptak helyet a magmás-, üledékes-, és metamorf eredetű ásványok. Ezután következett a kristálytani szekrény – csupa válogatott, jól fejlett kristályegyeddel, ezt ásványfizikai és rendszertani tárló követte. További szekrényekben kerültek kiállításra a Kárpát-medence ásványai, szintén genetikai sorrendben. Koch és később Dr. Mezősi József gyűjtőútjai mellett sok darabbal gyarapodott a gyűjtemény.
A gyűjtemény sok érdekes darabbal bővült az 1941-43-as intézeti gyűjtőutaknak köszönhetően, főként a Rozsnyó környéki bányavidékről (cinnabarit, sziderit, wolnyn, albit, stb.), és az akkor ismét Magyarországhoz tartozó szatmári bányavidékről (Máramaros – Románia). Az Intézet átalakítása után ismét rögtön csomagolni kellett, 1944-ben – „felsőbb utasításra” – a műszereket és könyveket Sopronba, az Ásványgyűjteményt pedig dobozokba zárva a pincébe menekítették.
Az Intézet helyreállítása és újraszervezése 1945-ben kezdődött meg, az ásványgyűjtemény kb. 20%-os kárt szenvedett, a műszer és szakfolyóirat állomány ennél sokkal többet, ekkor tűnt el Koch professzor húszéves fáradhatatlan munkájának eredménye a „Magyarország ásványai” című monográfiájához összegyűjtött adatrengeteg is. A háború után kitartóan újrakezdi az anyaggyűjtést, ezúttal azonban már nem az egész Kárpát-medence feldolgozását vállalja, hanem csak a Magyarország tényleges határain belüli területekét.
Az Ásványgyűjtemény a 60-as, 70-es években Koch professzor jó nemzetközi kapcsolatainak köszönhetően évről évre bővült ásványokkal: drezdai és freibergi tanulmányút során német, a brünni kapcsolattartás révén csehszlovák darabokkal. Rendszeressé válnak a tanulmányutak (Albánia, Szovjetunió), és a szintén a gyűjteményt bővítő intézeti gyűjtőkirándulások Magyarország akkor még aktív bányavidékeire (Rudabánya, Gyöngyösoroszi, Recsk stb.).

## Koch Sándor vezetésével leírt új ásványok
- Fülöppit – 3PbS·4Sb2S3, lelőhelye a Kereszthegyi-bánya Nagybányán, nevét a megtalálóról, Koch Sándor barátjáról, gyűjtőtársáról, Fülöpp Béla ügyvédről kapta,
- Csiklovait – Bi2TeS2, az ásványt az egykori nagybörzsönyi aranybányából írta le, de nevét erdélyi lelőhelyéről kapta,
- Mátrait – ZnS (3R), a cink-szulfid harmadik, rombos variációjának (a szfalerit és a wurtzit mellett) típuslelőhelye a Mátra-hegységbeli Gyöngyösoroszi, (a mátrait külön ásványfajként való elfogadása a mai napig vitatott),
- Kiscellit – az IMA (Nemzetközi Ásványtani Asszociáció) által külön ásványfajként nem elfogadott kiscellit, fosszilis gyantaféleség a Budapest melletti Remete-hegy ún. Kiscelli-agyag formációjából.

1965-ben az egyetem megvásárolta Koch Sándor magángyűjteményét, mely lehetővé tette a kiállítás gazdagítását.

## A gyűjtemény felépítése
Az ásványgyűjtemény alapvetően két fő részből áll. A jelenlegi, falak mellett álló vitrinekben rendszertani gyűjteményt találunk. A 15 vitrinben kiállított közel 400 ásványfaj 1156 példánya látható itt a következő csoportosítás szerint:
- I. Terméselemek
- II. Szulfidok és szulfosók
- III. Oxidok és hidroxidok
- IV. Szilikátok
- V. Foszfátok és rokon vegyületek
- VI. Szulfátok és rokon vegyületek
- VII. Karbonátok és rokon vegyületek
- VIII. Halogenidek
- IX. Szerves ásványok

A rendszertani gyűjtemény értékét növeli, hogy az itt kiállított példányok 80%-a szintén kárpát-medencebeli lelőhelyről származik.
A terméselemek között feltétlenül említésre méltó darab az Erdélyi-érchegységből, már a római korban is művelés alá vont Verespatakról származó 2 cm-t is meghaladó méretű fennőtt aranylemez.
A termésezüst egy nagyméretű pszeudomorfózával képviselteti magát a klasszikusnak számító, de immáron régóta bezárt Kongsbergből és egy meglepő formájú, strucctoll alakú vázkristállyal Freibergből.
A telluridok és a szulfidok közül említésre méltóak a magyar vonatkozású nagyágit, krennerit, sylvanit darabok az Erdélyi-érchegység egykori aranybányáiból, valamint az andorit, a semseyit és a fizélyit kis méretű, de szépen fejlett, fényes kristályai a szatmári bányavidékről.
Az oxidok, hidroxidok szekrényében szinte az összes kriptokristályos kvarcváltozatot felfedezhetjük (kalcedon, jáspis, achát stb.) a Kárpátokon belüli valamennyi klasszikus lelőhelyről (Tekerő, Kötelesmező, Háromvíz), de az opálváltozatok között két pompás példánnyal képviselteti magát, az évszázadokig „magyar nemzeti drágakőként” számon tartott nemesopál is Vörösvágásról.
A limonit szín- és formagazdagsága hasonló a kvarcváltozatokéhoz. A több mint egy évtizede bezárt Rudabánya és az egykori gyalári vasbányák limonit csoportjai absztrakt szobrokra emlékeztetnek, fényes fekete színükkel vagy irizáló felületükkel tűnnek ki Gömörrákos – Vashegy fürtös-cseppköves vaskobakjai, goethit-drúzái.
Koch professzor és utódja, Grasselly Gyula professzor leningrádi kapcsolatainak jóvoltából a 60-as években meglehetősen sok ásvány- és kőzetpéldány kerül a gyűjteménybe a Kola-félsziget alkáli kőzeteiből és az azokhoz kötődő ércesedésekből. Hasonló módon gyarapodott a rendszeres gyűjtemény izlandi zeolitokkal és a híres szicíliai kénbányákból néhány attraktív terméskén, cölesztin, aragonit csoporttal.
A gyűjtemény igazi „kincsei” azonban a terem közepén álló négy vitrinben találhatók, és itt lelhető fel Koch Sándor egykori magángyűjteményéből származó darabok túlnyomó többsége is. A „Kárpát-medence gyűjtemény” 1058 példánya az egykori, trianoni döntés előtti Magyarország szinte minden bányaterületét felöleli mineralógiai szempontból.
A kiállított példányok rendszerezése genetikai alapú. A magmás kőzetek és az azokhoz kötődő ércesedések ásványvilágának képviselőit az üledékes és metamorf geofázis ásványai követik, először mindig a jelenlegi magyarországi lelőhelyről származó példányokkal, aztán a jelenleg Szlovákiához és Romániához tartozó bányaterületek ásványai következnek.
Az első vitrin tartalmazza Rudabánya vasas-metaszomatikus érctelepének oxidációs-cementációs övéből származó, gyönyörű, másodlagos rézásványok példányait: malachittal bevont ágas-bogas termésréz darabokat, azurit 10 cm-es kristályait, malachit 2 cm hosszú kévés csoportjait fehér kalciton fennőve. Az ércesedés azurit kristályok utáni malachit pszeudomorfózái és a kuprit oktaéderek nem ritkán 2,5 cm-t is elérő kristályai vetekednek az arizonai Bisbee, a namíbiai Tsumeb és a franciaországi Chessy világhírű leleteivel, és bizonyítják, hogy Rudabánya méltánytalanul nem eléggé ismert a nemzetközi mineralógiában.
A Koch-gyűjtemény kincsei közé tartoznak a bánáti-kontaktvidék rég felhagyott bányáiból származó szkarnos ásványok (gránátok, wollastonit, fassait stb.). A többnyire granodioritok és mészkövek kontaktusához kötődő magnetites és polimetallikus ércesedésekből származó példányok a Bánát ásványvilágának változatosságáról tanúskodnak. A gyűjtemény ún. „gránát-sora” Vaskőről és Dognácskáról származó, változatos színű rombdodekaéderes és deltoidikozitetraéderes andraditokat mutat be, javarészt a század 10-es éveiből.
Ugyanilyen klasszikus leletek Dognácska tárcsa alakú hematit ikrei és az új-moldovai cianotrichit. Említésre méltóak még Vaskő bizmutinjei, prazemjei, több cm-es, gránátokkal benőtt diopszid-csoportjai és néhány érdekes paragenezis: ametiszt kristályok andraditon, eritrin kvarccal magnetiten.
A második vitrin rejti a túlnyomórészt az egykori felvidéki – napjainkban Szlovákia területére eső – klasszikus bányahelyekről származó ásványokat. A Szepes-Gömöri-érchegység gyönyörű szideritekkel, szideriten fennőtt albitokkal, tetraedritekkel, szfaleritekkel, érdekes alakú torzult kvarckristályokkal képviselteti magát az egykori rozsnyói Bernardi-bányából, jól fejlett cinnabarit és dolomit kristályokkal, irizáló, kékes színű evansitokkal Alsósajóról változatos formájú vaskobakokkal Dobsináról.
Selmecbánya, az egykori felső-magyarországi bányászati akadémiának helyt adó híres királyi város bányáiból az e lelőhelyről jól ismert hiányosan fejlett kvarckristályok mellett, ametiszt mély lila csoportját, akantittal bevont kvarcokat, jól fejlett stefanitot és páratlan esztétikájú dúcos, jogarkvarc is megtalálható a gyűjteményben.
A Besztercebánya környéki ércesedésekhez tartozó Libetbánya a típuslelőhelye a libethenitnek és az euchroitnak, amelyekből 3 szép, jól fejlett kristályokat tartalmazó ásványcsoport is van a gyűjteményben, hasonlóan a Végleskálnokról leírt hauerit 2 cm-es oktaéderéhez.
A belső-kárpáti vulkanikus koszorú polimetallikus ércesedései magyarországi lelőhelyekről csak Gyöngyösoroszi, Recsk és Nagybörzsöny által vannak képviseltetve. Károlytáró (Gyöngyösoroszi) ametisztjei mellett szépek a már több, mint egy évtizede bezárt bánya kalcitvariációi és almazöld fluoritjai is.
Egész vitrint foglalnak el a szatmári bányavidék, Nagybánya környéki ércesedéseinek ásványai. Bár a bányák jelenleg is művelés alatt állnak, a Koch Sándor gyűjtemény mégis a harmincas-ötvenes években előforduló ásvány-paragenezisekről nyújt átfogó képet, különösen tekintettel a világháború éveire, amikor is e bányákat ideiglenesen visszacsatolták Magyarországhoz, és így lehetőség nyílt a rendszeres gyűjtésre. Pótolhatatlanok a felsőbányáról leírt felsőbányit és a szintén e típuslelőhelyről származó andorit csoportjai. A régi felsőbányi bányahegy mára már teljesen lebányászott telérjeiből ritka ezüstérceket, geokronitot és freieslebenitet is őriz a gyűjtemény.
Felsőbánya messze földön híres baritjairól. A gyűjtemény értékes részét képezi az itt előforduló baritváltozatokat bemutató „barit-sor”, amelynek tagjai között tenyérnyi kristályok is előfordulnak antimonit társaságában. Máskor a barit csoportok színe meglepő: auripigment zárványaitól sárgára, realgártól pirosra, boulangerittől és jamesonittól feketére festve.
Ásványtani unikumnak számítanak Kisbánya rozetta alakú, besüllyedt bázislapú pirrhotin csoportjai (gyakran vivianittal) a híres ásványcsodákat termelő, de mára teljesen lebányászott Salán-telérből, a kereszthegyi bánya (Dealul Crucii, Nagybánya – Románia) pirargiritje és az innen leírt, Koch Sándor által – ásványgyűjtő barátjáról (Fülöpp Béla) – fülöppitnek elnevezett komplex szulfidja. Kapnikbányán esztétikus fluoritokat és rodokrozitkristályokat is látni lehet.
A Kárpát-medence gyűjtemény negyedik vitrinjében kaptak helyet az Erdélyi-középhegység egykoron világhírű aranybányáinak telluridjai (nagyágit, krennerit, szilvanit) és egyéb telérkitöltő ásványai (alabandin, rodokrozit, realgár, kvarc). A Koch Sándor Gyűjtemény féltett kincse a minden valószínűség szerint a világ legnagyobb hessit (ólom-tellurid) kristálya. Bár a kristály törött, mégis pótolhatatlan – hiszen a lelőhelynek, Botesbányának manapság az egykori helyét sem könnyű megtalálni.